# Bengt O'Konor
Bengt Gustaf Wilhelm O'Konor, född den 8 december 1925 i Stockholm, är en svensk sjömilitär.

## Biografi
O'Konor avlade sjöofficersexamen 1947. Han blev löjtnant i flottan 1949 och kapten där 1959. O'Konor tjänstgjorde vid försvarsstabens operativa ledning 1961–1964 och vid staber i Härnösand och Östersund 1965–1968. Han genomgick Försvarshögskolan 1967. O'Konor befordrades till kommendörkapten av andra graden 1965, till kommendörkapten av första graden 1967. Han var avdelningschef vid marinstaben 1970–1975, befordrades till kommendör 1975, och tjänstgjorde som linjechef vid Militärhögskolan 1975–1977, chef för Sjökrigsskolan 1977–1980, samt befordrades till kommendör av första graden 1980. Den 1 oktober 1980 blev han flaggkapten i chefen för kustflottans stab. Han var sektionschef vid marinstaben från 1980 fram till 1 oktober 1983 då han blev chef för ostkustens örlogsbas på Muskö. Han efterträdde konteramiral Christer Kierkegaard som pensionerades. O'Konor var därefter generalsekreterare i Kungliga motorbåtsklubben 1986–1988.

## Utmärkelser
- Riddare av Svärdsorden 1965[3]

## Ledamotskap
- Ledamot av Örlogsmannasällskapet 1968[4]